# Fluid scandinavia
Fluid Scandinavia är en skandinavisk branschtidning inom ämnesområdet fluidteknologi (hydraulik och pneumatik) som utges i Sverige, Norge, Danmark och kommer ut med fyra nummer per år. Fluid Skandinavia är den enda svenskspråkiga tidningen i Sverige inom ämnesområdet men är i praktiken tvåspråkig genom att norska artiklar som skrivs på norska alltid återges på originalspråket. Danska artiklar översätts till svenska.

## Historik
Tidningen grundades av Bertil Andersson som har en bakgrund som tidigare VD på företaget Hydraulikkonsult AB. Tidningen, som enbart utges i pappersform, kom ut med sitt första nummer 1995.

## Organisation och redaktionellt arbete
Tidningen har sitt redaktionella huvudsäte i Stockholm och publiceras av ITH-förlag (ITH- Institutet för tillämpad hydraulik). Fluid Skandinavia är den enda svenskspråkiga tidningen i Sverige inom ämnesområdet men är i praktiken två-språkig genom att norska artiklar som skrivs på norska alltid återges på originalspråket. Danska artiklar översätts till svenska. Merparten av alla artiklar som publiceras författas av läsarna själva men redigeras av en ansvarig redaktör i resp. land. Tidningens huvudsakliga ekonomi bygger på annonsintäkter men har också fasta prenemuranter. För de artiklar som författas av läsarna själva utgår ingen ersättning genom att grundtanken är att sprida kunskap i ämnet på frivillig basis mellan företag i Sverige för att öka Sveriges totala konkurrenskraft på området i förhållande till utlandet. Tidningen finns inte att köpa som lösnummer ute i handeln.